# The Lion and the Witch
The Lion and the Witch fou un EP en directe que va publicar la banda estatunidenca Weezer el 24 de novembre de 2002. El treball es va gravar al Japó mentre el grup promocionava l'àlbum Maladroit, i és llançar com una edició limitada de només 25.000 còpies.
Igual com la creació de Maladroit, aquest EP també va provocar moltes desavinences entre el grup i la discogràfica Geffen Records. El grup volia un EP de vuit cançons amb un envàs especial, però la discogràfica considerava que era massa car i vuit eren massa cançons. Finalment es van incloure cinc cançons més una instrumental oculta anomenada "Polynesia". Durant la gravació de l'EP, el grup va cometre dos errors en les cançons en directe: a "El Scorcho", Rivers Cuomo va cantar el tercer vers quan tocava cantar el segon i a "Holiday", Scott Shriner es va oblidar de cantar el seu vers. La portada de l'àlbum fou dissenyada pel duo Kozyndan. En les notes hi apareixen diverses cartes de fans japoneses amb un anglès xampurrejat.

## Llista de cançons
Totes les cançons foren escrites i compostes per Rivers Cuomo excepte "Polynesia" per Scott Shriner. 
| Núm.          | Títol                                                                    | Durada |
| ------------- | ------------------------------------------------------------------------ | ------ |
| 1.            | «Dope Nose» (La cançó comença amb una breu interpretació de "Polynesia") | 5:20   |
| 2.            | «Island in the Sun»                                                      | 3:55   |
| 3.            | «Falling for You»                                                        | 4:23   |
| 4.            | «Death and Destruction»                                                  | 4:19   |
| 5.            | «El Scorcho»                                                             | 4:16   |
| 6.            | «Holiday»                                                                | 4:10   |
| Durada total: | Durada total:                                                            | 26:24  |